# 여남 전투
여남 전투(汝南 戰鬪)는 201년 유비가 조조를 공격해 벌인 전투로 첫 싸움에서는 승리했으나 군사를 다루는 데에는 부족한 면이 있어 조조에게 크게 패해 유비는 본거지 여남을 잃고 형주 자사 유표에게로 도망가 의탁한다.

## 배경
당시 도읍이자 조조의 본거지였던 허도는 조조가 관도 대전에서 원소와 싸우러 간 사이에 비어있었고 유비는 이를 노리고 조조의 세력이 커지기 전에 허도를 공격하기로 한다.
유비는 장비, 관우, 조운과 모사 손건 등과 함께 군사를 일으킨다.

## 전투 과정
결국 조조는 군사를 돌려 15만 대군을 이끌고 허도로 가는 길목인 양산에서 유비와 맞닥뜨린다. 유비는 첫 싸움에서 조운 등을 내보내 허저와 싸우게 하고 공격해 승리한다.
그러나 조조는 10일 동안 싸움에 응하지 않다가 하후연을 시켜 유비의 군량미 수송 부대를 공격해 공도가 하후연에게 전사하고 유비는 장비를 보내 막게한다. 하지만 장비는 조조군에게 크게 패해 포위되고 조조는 하후돈과 하후연을 시켜 유비의 본거지 여남을 공격하자 이에 유비는 관우를 시켜 막게한다.
그러나 관우마저 적에게 포위당하고 밤에 어둠을 틈타 여남으로 후퇴하려던 유비는 조조의 기습 공격으로 크게 패하고 군사들과 헤어져 홀로 산길을 가게 된다. 다행히 여남을 지키던 유비의 부하 장수 유벽과 손건이 유비의 가족들을 데리고 합류하고 산길을 빠져나가려 하지만 곧 조조의 부하 고람과 마주치고 만다.
유벽이 유비를 지키려 맞서지만 고람에게 전사하고 유비는 위기에 빠진다. 곧이어 조운이 나타나 고람을 베고 유비를 구해주고 관우가 포위망을 뚫고 장합을 무찌른다. 그리고 장비와도 합류해 다시 전열을 정비하고 슬픔을 삼키며 형주 자사 유표에게 의탁을 한다.